# León Darío Muñoz
León Darío Muñoz (Medellín, 21 de febrero de 1977) es un exfutbolista colombiano. Jugaba de delantero.

## Clubes
| Club              | País     | Año         |
| ----------------- | -------- | ----------- |
| Envigado F. C.    | Colombia | 1995        |
| Atlético Nacional | Colombia | 1996 - 1997 |
| Envigado F. C.    | Colombia | 1997        |
| Atlético Nacional | Colombia | 1998        |
| Deportes Quindío  | Colombia | 1999        |
| Atlético Nacional | Colombia | 1999 - 2000 |
| Palmeiras         | Brasil   | 2001 - 2005 |
| Coritiba          | Brasil   | 2006        |
| Paulista          | Brasil   | 2007        |
| Atlético Nacional | Colombia | 2007 - 2009 |
| Millonarios       | Colombia | 2009        |
| Deportivo Pereira | Colombia | 2010        |
| Millonarios       | Colombia | 2011        |

## Palmarés

### Títulos nacionales
| Título              | Club              | País     | Año     |
| ------------------- | ----------------- | -------- | ------- |
| Categoría Primera A | Atlético Nacional | Colombia | 1999    |
| Serie B             | Palmeiras         | Brasil   | 2003    |
| Categoría Primera A | Atlético Nacional | Colombia | 2007-II |

### Títulos internacionales
| Título                         | Club               | País     | Temporada |
| ------------------------------ | ------------------ | -------- | --------- |
| Campeonato Sudamericano Sub-17 | Selección Colombia | Colombia | 1993      |
| Copa Merconorte                | Atlético Nacional  | Colombia | 1998      |
| Copa Merconorte                | Atlético Nacional  | Colombia | 2000      |
| Copa Interamericana            | Atlético Nacional  | Colombia | 1995      |

### Distinciones individuales
| Distinción               | Temporada |
| ------------------------ | --------- |
| Goleador Copa Merconorte | 2000      |